# I ponti di Madison County (romanzo)

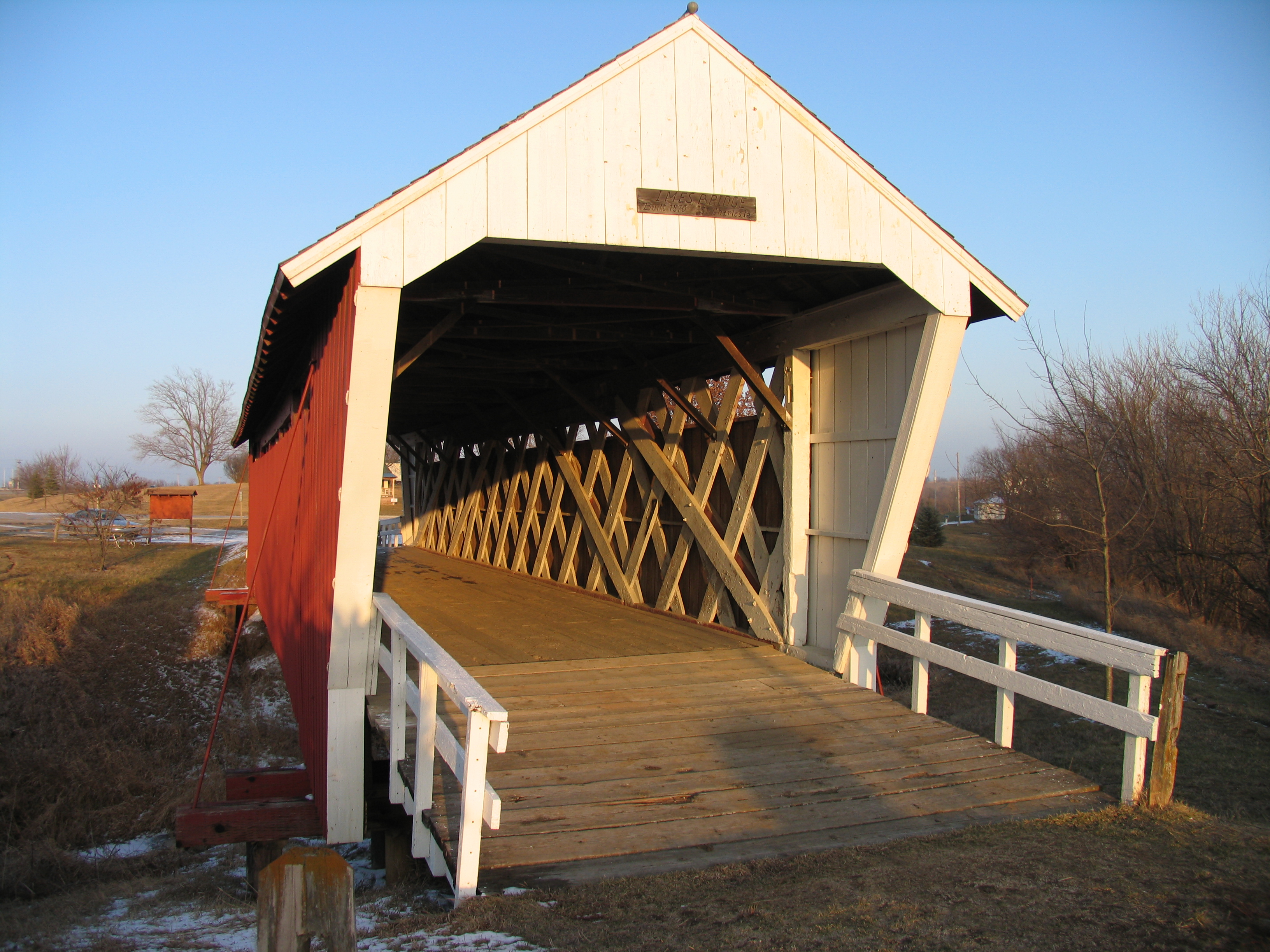
Ponte coperto - Madison County

I ponti di Madison County è un romanzo best seller del 1992 di Robert James Waller che narra la storia di una donna sposata ma sola, che vive nella Contea di Madison negli anni sessanta e della relazione di questa con un fotografo del National Geographic che è in visita alla contea per un servizio fotografico sui celebri ponti coperti. Il romanzo è presentato come tratto da una storia vera, ma è un'opera di fantasia. Comunque, l'autore, in un'intervista, ha sottolineato le similitudini fra il romanzo ed il proprio vissuto.
Il romanzo è uno dei bestseller del XX secolo, con 50 milioni di copie vendute nel mondo. Dal libro è stato tratto l'omonimo film  diretto e interpretato da Clint Eastwood, con Meryl Streep, e un musical rappresentato nel 2013 a Williamstown (Williamstown Theatre Festival) e l'anno successivo a Broadway.

## Riepilogo del libro
Il romanzo "I ponti di Madison County" racconta la breve ma intensa storia d'amore di Francesca Johnson, che vive in Iowa nell'estate del 1965. Mentre suo marito e i suoi figli sono alla Fiera dello Stato dell'Illinois, Francesca incontra Robert Kincaid, un fotografo che lavora per National Geographic. Nei quattro giorni che trascorrono insieme, nasce un forte legame che Francesca annota nel suo diario.
Robert, da tempo solo, è un fotografo internazionale. Arriva in Iowa per fotografare i ponti coperti e si ferma alla fattoria di Francesca per chiedere indicazioni per il Roseman Bridge. Francesca gli mostra il ponte e lo invita a cena. Tra di loro c'è una forte attrazione e si incontrano di nuovo il giorno successivo. Francesca vorrebbe scappare con Robert, ma non può lasciare la sua famiglia.
Robert se ne va prima che la famiglia di Francesca ritorni. Pochi giorni dopo, Francesca vede Robert mentre esce dalla città, ma non può corrergli incontro. Mesi dopo, Francesca riceve un pacco da Robert contenente delle foto e una breve nota. Non riesce più a mettersi in contatto con lui.
Anni dopo, alla morte del marito, Francesca cerca di rintracciare Robert, ma senza successo. Nel 1982 riceve la notizia della morte di Robert e viene informata che le sue ceneri sono state sparse sul Roseman Bridge. Francesca scrive della loro relazione in tre volumi di diario. Alla sua morte, i suoi figli trovano questi diari e una lettera in cui Francesca confessa il suo amore segreto.
Il narratore, in cerca di maggiori informazioni, va a Seattle e parla con Nighthawk Cummings, un musicista che era diventato amico di Robert negli ultimi giorni della sua vita. Cummings racconta la storia d'amore di Robert con Francesca e il brano jazz intitolato "Francesca" che aveva composto in suo onore.